# Xylopia laevigata
Xylopia laevigata este o specie de plante angiosperme din genul Xylopia, familia Annonaceae. A fost descrisă pentru prima dată de Carl Friedrich Philipp von Martius, și a primit numele actual de la Robert Elias Fries. Conform Catalogue of Life specia Xylopia laevigata nu are subspecii cunoscute.